# La Rigole du diable
Pour l’article homonyme, voir Rigole du diable.
La Rigole du diable est un roman policier de Sylvie Granotier, publié en France le 5 janvier 2011.

## Note sur le titre
Le roman tire son nom de la Rigole du diable, constituée par une partie de la vallée du Thaurion, s'étendant sur deux communes du département de la Creuse, Royère-de-Vassivière et Le Monteil-au-Vicomte.

## Résumé
La jeune avocate Catherine Monsigny, qui travaille à Paris et s'investit par ailleurs bénévolement dans la cause des sans-papiers, est chargée de la défense de Myriam N'Bissi, Gabonaise arrivée clandestinement en France au service d'une famille qui la retenait en quasi-esclavage.
Par la suite, la jeune Gabonaise, après avoir échappé à ceux qui l'exploitaient, a fait la connaissance de Gaston Villetreix, paysan creusois resté célibataire jusqu'à l'âge de 60 ans, et qui l'a épousé après la mort de la mère de celui-ci. Myriam Villetreix est accusée, par un faisceau d'indices accablants, d'avoir ultérieurement assassiné son mari en l'empoisonnant.
Les allers-retours en province de l'avocate parisienne pour préparer la défense de sa cliente devant les assises, en même temps qu'ils vont lui faire découvrir un rythme de vie provincial très différent de celui qu'elle connaît à Paris, vont faire remonter à la surface une part douloureuse de son histoire personnelle, liée au meurtre de sa propre mère, devant ses yeux, alors qu'elle était enfant.

## Édition imprimée
- Sylvie Granotier, La Rigole du diable, Paris, Albin Michel, coll. « Spécial suspense », 5 janvier 2011, 354 p. (ISBN 978-2-226-21869-8, BNF 42382125)

## Livre audio
- Sylvie Granotier (auteur et narratrice), La Rigole du diable, Paris, Éditions Thélème, coll. « Frissons », 1er avril 2011 (ISBN 978-2-87862-661-2)Support : 1 disque compact audio MP3 ; durée : 9 h 13 min environ ; référence éditeur : non connue.